# Mattheus Pronk

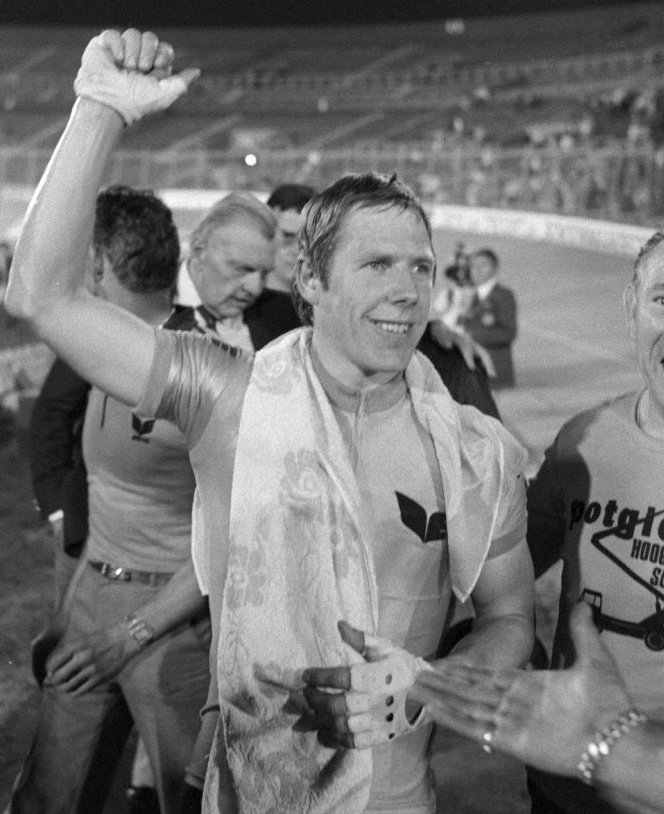
Mattheus Pronk, 1979

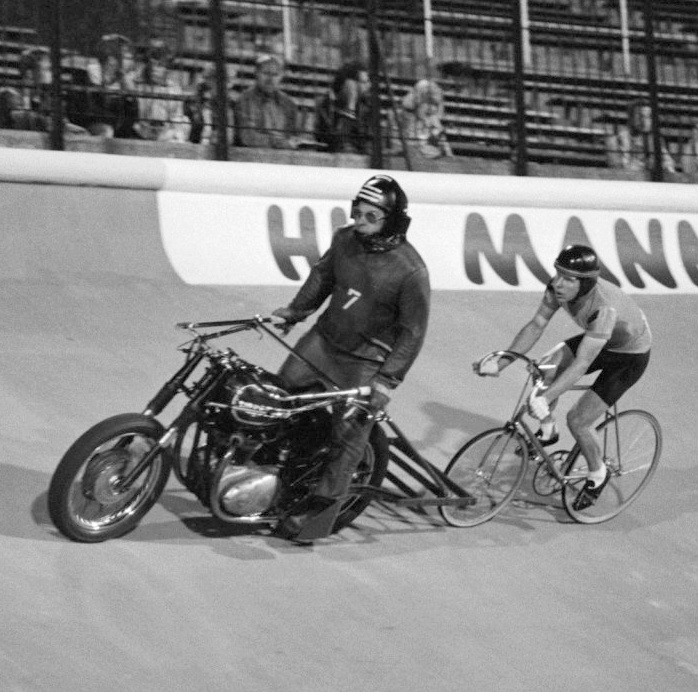
Mattheus Pronk, 1979

Mattheus Pronk (* 27. März 1947 in 't Zand; † 25. März 2001 in Warmenhuizen) war ein niederländischer Bahnradsportler und zweifacher Steher-Weltmeister.
Mattheus Pronk blieb während seiner Radsport-Karriere immer Amateur und arbeitete in seinem Beruf als Zimmermann. 1976 wurde er niederländischer Vizemeister der Steher; im Jahr darauf errang er zwei Meistertitel, als Steher und im Derny-Rennen. 1979 konnte er diesen Doppelerfolg wiederholen.
1979 sowie 1981 wurde Pronk Weltmeister der Amateur-Steher, 1980, 1982 sowie 1983 jeweils Vizeweltmeister. Sein Schrittmacher bei diesen Erfolgen war Norbert Koch.
Mattheus Pronk war der Vater der Rennfahrer Jos und Matthé Pronk.